# Потье, Огюстен
Огюстэ́н Потье́ (фр. Augustin Potier) или Потье́ де Бланмени́ль (Potier de Blancmesnil; род. до 1556 года, ум. 16 июня 1650 года) — сын Nicolas III Potier de Blancmesnil; французский епископ в Бове (утвержден в сане Римом 17.09.1617), граф де Бове. Придворный духовник (Grand-Aumônier) Анны Австрийской, пользовался одно время её полным доверием. Высокомерный, не останавливающийся ни перед чем, Потье был уверен, что управлять Францией не труднее, чем приходом. Первый министр (1643), пэр Франции. Участник Ассамблеи духовенства в 1623 году и собрания нотаблей в 1624 году. Член собрания Ложи справедливости 1643 года при восшествии на престол Людовика XIV. После возвышения Мазарини был удалён в свою епархию.
Кардинал де Рец отзывается в своих мемуарах об Огюстэне Потье как о «самом глупом из всех известных вам глупцов».